# Васильківське повстання (1919)

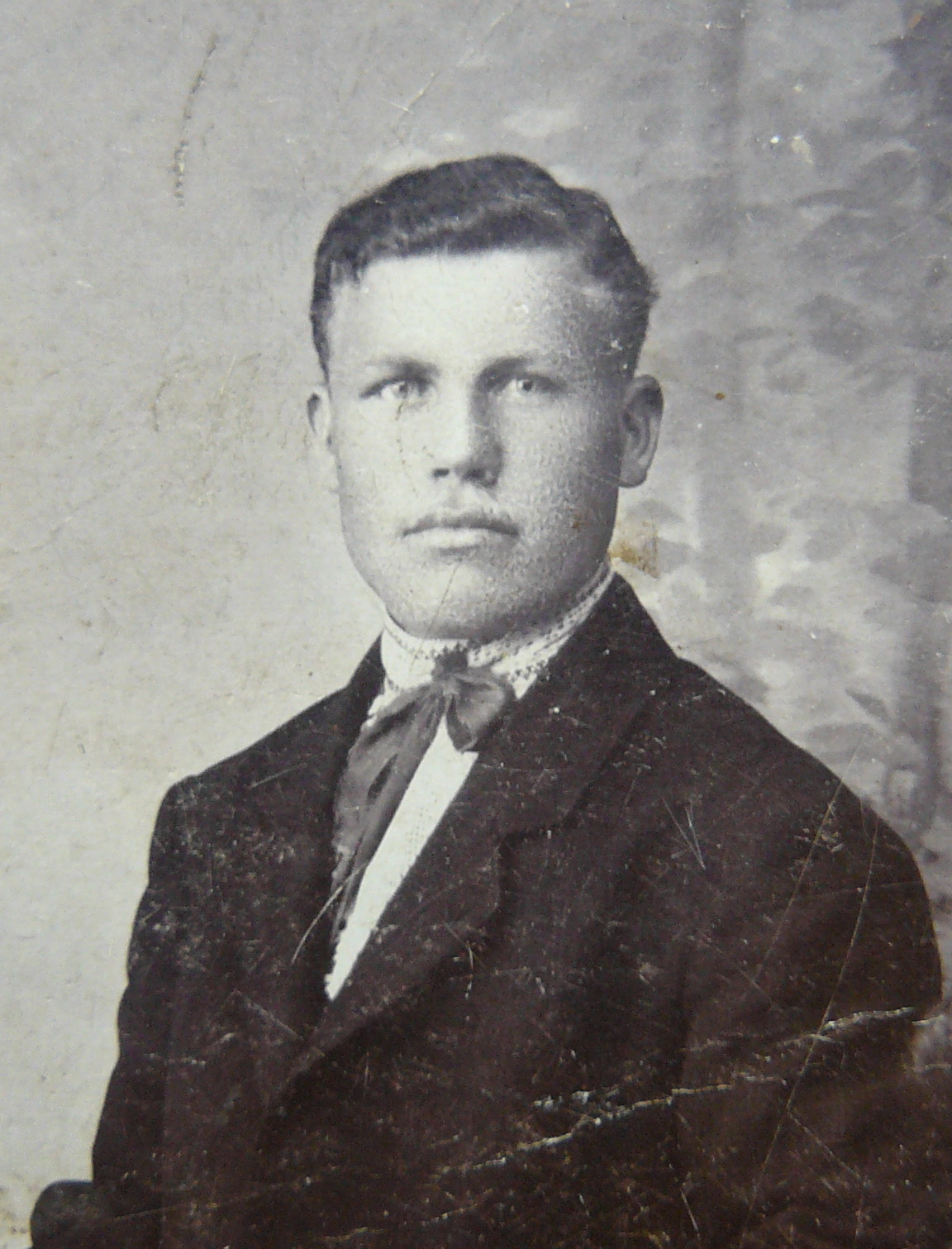
Керівник повстання — Овсій Гончар

Васильківське повстання — організований масовий збройний виступ проти окупаційної більшовицької влади у Васильківському повіті на Київщині у березні — серпні 1919 року під керівництвом Овсія Гончара за підтримки Данила Терпила. Головним гаслом повстанців було: «Геть комісарів з України!».

## Передумови та історичні обставини
Відтоді як у другій половині лютого 1919 року більшовицька армія зайняла територію Васильківського повіту Київської губернії, селяни почали виявляти дедалі більше невдоволення політикою більшовиків в земельному питанні, діяльністю ревкомів та продзагонів.

## Хроніка подій
У ніч на 28 березня 1919 року, підірвавши більшовицький потяг та розруйнувавши колію на Сорочому Броді, отаман Бурлака (Овсій Гончар) разом із козаками довколишніх сіл захопив станцію Мотовилівку.
Та вже на ранок 28 березня 300 матросів вдерлися на станцію. Почалася кривава вакханалія. Бурлака відступив. Поповнивши загін козаками із сіл Мар'янівки, Гребінки та Саливінки, він почав наступ на Білу Церкву.
Увійшовши у місто, утримував його цілу добу. Та, не маючи ефективного зв'язку, Бурлака просто не знав, що робити далі. Через те його козацтво й розійшлося.
31 березня 1919 Раднарком УСРР оголосив «лівого соціаліста-революціонера Гончара» поза законом «за мятеж против рабоче-крестьянской власти». Кількість повсталих більшовиками оцінювалася у 8000 осіб, тож для придушення повстання їм довелося перекидати з фронту додаткові бойові підрозділи. Окремих повстанців більшовики виловлювали та розстрілювали. Червоні попалили і повсталі села, та й саму Мотовилівку не оминули пожежі. Більшовики розграбували і спалили «Просвіту» ім. Бориса Грінченка в Казенній Мотовилівці, а її голову 17-річного Терентія Івановича Гончара невдовзі закатували в Боярці, переплутавши з отаманом Бурлакою.
Незабаром отаман знову зібрав козаків. До повстання приєдналися селяни Борової, Панської Мотовилівки, Казенної Мотовилівки, Оленівки, Мар'янівки, Руликова, Барахтів, Глевахи, Великої Вільшанки, Яцьків, Митниці, Крушинки та інших сіл повіту. До 7 квітня знову було відбито Мотовилівку і Васильків, знищили місцевий ревком, розгромили більшовицьку залогу (караульний полк) та вийшли в район Боярки, звідки пішли в наступ на Київ, приєднавшись до Куренівського повстання.
Зі змінним успіхом отаман Бурлака вів одчайдушну боротьбу впродовж літа 1919 року. Під його контролем були села між Фастовом і Васильковим. У липні 1919 року більшовики через повстанців отамана Бурлаки навіть перевели адміністративний центр Васильківського повіту до Білої Церкви. Останній при цьому було надано статус міста, а повіт перейменовано на Білоцерківський.
Зрештою, у серпні 1919 року 8-ма галицька бригада з допомогою місцевих козаків-повстанців вибила ворога з Василькова, Глевахи, Боярки і 30 серпня увійшла до Києва.